# Gerichtsorganisation in Polen
Die Gerichtsorganisation in Polen umfasst die staatlichen Gerichte der Republik Polen.

## Struktur
Das höchste polnische Gericht der ordentlichen Gerichtsbarkeit (sądy powszechne) ist das Oberste Gericht (Sąd Najwyższy). Darunter besteht ein dreistufiger Instanzenzug aus Kreisgericht (sądy rejonowe), Bezirksgericht (sądy okręgowe) und Appellationsgericht (sądy apelacyjne).
Der Verfassungsgerichtshof (Trybunał Konstytucyjny) ist kein Teil der ordentlichen Gerichtsbarkeit, sondern als Verfassungsgericht lediglich zuständig, die Vereinbarkeit von Sachverhalten mit der polnischen Verfassung zu prüfen. Der Staatsgerichtshof behandelt Strafsachen gegen Mitglieder von Staatsorganen.
Daneben bestehen Verwaltungsgerichte (sądy administracyjne) und Militärgerichte (sądy wojskowe).
Die Gerichtsorganisation ist in Kapitel VIII der polnischen Verfassung geregelt.

## Ordentliche Gerichtsbarkeit
Als Eingangsgerichte dienen die Kreisgerichte (sądy rejonowe). 2012 bestanden 321 dieser Gerichte. Die Kreisgerichte behandeln als erste Instanz Fälle im Bereich des Strafrechts, Zivilrechts, Familien- und Jugendrechts, Handelsrechts, Arbeits- und Sozialversicherungsrechts. Daneben sind sie mit Aufgaben der nichtstreitigen Gerichtsbarkeit befasst. Dies sind das Führen der Grundbuch- und Hypothekenregister sowie das Pfandregister.
Als zweite Instanz dienen Bezirksgerichte (sądy okręgowe), von denen 46 bestehen. Sie sind Berufungsinstanz für Urteile der Kreisgerichte und in wichtigen Fällen auch selbst erstinstanzliches Gericht. Berufung gegen die Entscheidungen der Bezirksgerichte sind bei den 11 Appellationsgerichten (sądy apelacyjne) möglich. Höchste Instanz ist das Oberstes Gericht, das auch das nationale Gerichtsregister und das nationale Strafregister führt.
Für die einzelnen Gerichte siehe die Liste der ordentlichen Gerichte in Polen.

## Verwaltungsgerichtsbarkeit
Die Verwaltungsgerichtsbarkeit hat einen zweistufigen Aufbau. Die Woiwodschaftsverwaltungsgerichte (eines pro Woiwodschaft oder Bezirk) (wojewódzkie sądy administracyjne) bilden die erste Instanz in Verwaltungsangelegenheiten. Eine Berufung ist beim Obersten Verwaltungsgericht (Naczelny Sąd Administracyjny) möglich.

## Militärgerichtsbarkeit
Die Militärgerichtsbarkeit (sądy wojskowe) besteht aus Garnisonsgerichten und Militärbezirksgerichten als erstinstanzlichen Gerichten. Die zweite Instanz wird von der Militärkammer des Obersten Gerichtshofs gebildet.